# Alexandra de Kent
Pour les articles homonymes, voir Alexandra du Royaume-Uni.
Signature
Alexandra de Kent (Alexandra Helen Elizabeth Olga Christabel), née le 25 décembre 1936 à Londres, est un membre de la famille royale britannique, cousine germaine de la reine Élisabeth II.

## Biographie

### Famille

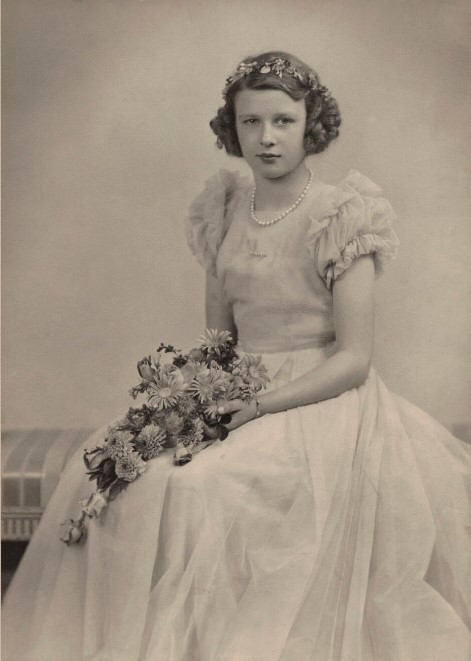
La princesse Alexandra en novembre 1947.

Petite-fille du roi George V, elle est le deuxième enfant et l'unique fille du prince George, duc de Kent et de la princesse Marina de Grèce. 
La princesse Alexandra remplit certains devoirs officiels pour la couronne, dispose d'un appartement au palais de Saint-James, et occupe depuis 2025 la 58e place dans l'ordre de succession au trône britannique alors qu'elle était 6e à sa naissance.

### Réalisations

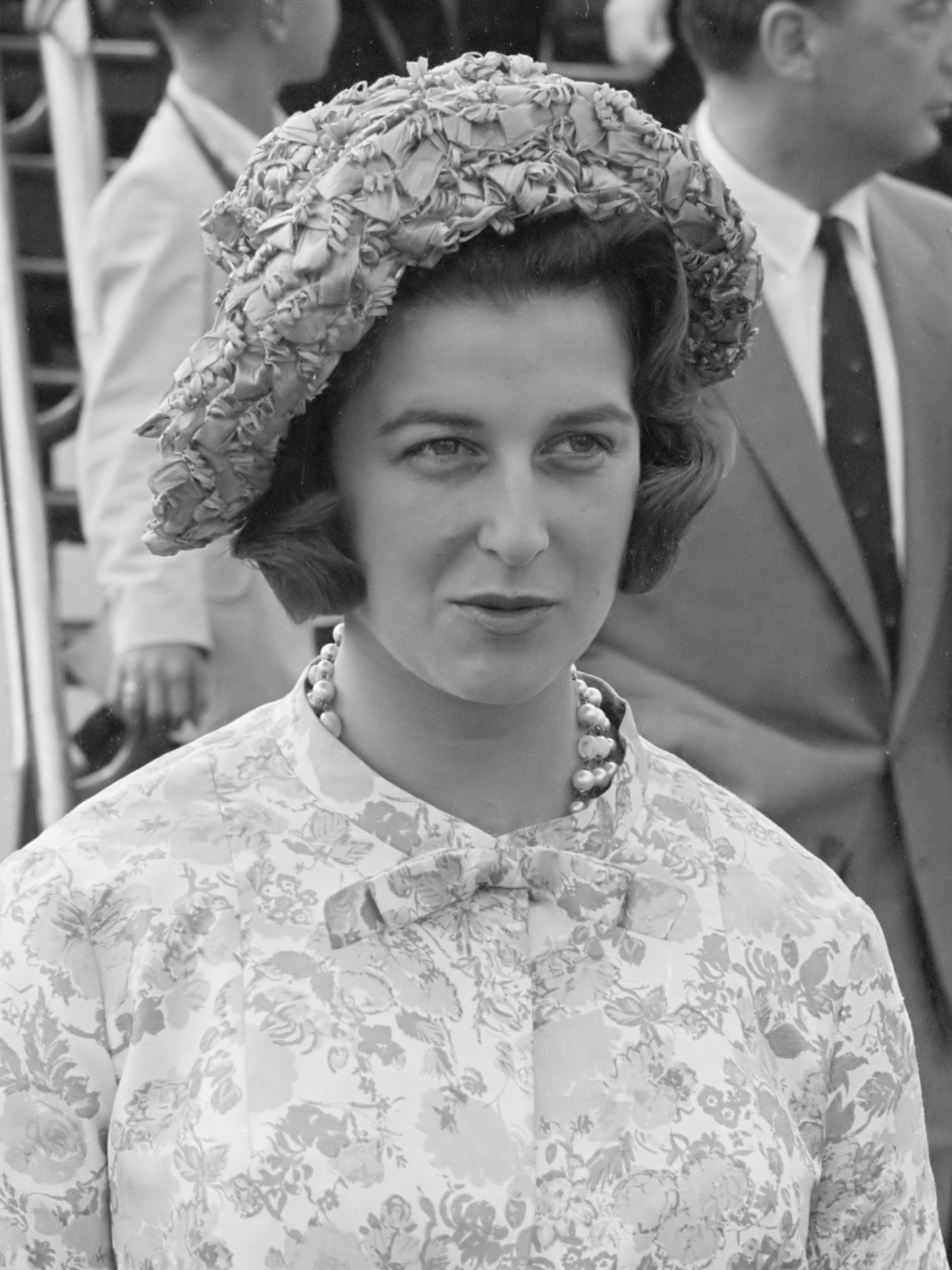
La princesse Alexandra lors d'une visite aux Pays-Bas en juin 1961.

Dans le domaine culturel, la princesse est la marraine du Bournemouth Symphony Orchestra, de la Royal Central School of Speech and Drama, du Museum Nature in Art, de la Leeds Castle Foundation (où il existe un Jardin Princesse Alexandra), et de l'Oxford Philharmonic Trust.
De 1964 à 2004, Alexandra de Kent est chancelière de l'Université de Lancaster. Elle est la présidente de la British School at Rome et de la Queen Alexandra's House, association pour les étudiants. 
La princesse est la marraine de nombreuses associations sociales : Guide Dogs for the Blind Association (de 1957 à 2021), Action for Blind People, Alexandra House, Alzheimer's Society United Kingdom (depuis 1990), British Home, Care for Veterans, et la British Skin Foundation. 
Elle est la marraine de HMS Kent (une frégate de la Royal Navy), du Queen Alexandra's Royal Naval Nursing Service, et du Princess Mary's Royal Air Force Nursing Service. La princesse est aussi vice-présidente de la Royal Cornwall Agricultural Association et de la Croix-Rouge britannique. Elle est aussi colonel en chef du Canadian Scottish Regiment.
En 2016, la princesse Alexandra de Kent a effectué 88 activités officielles (82 en Grande-Bretagne et 6 à l'étranger).
Une rose lui est dédiée en 2007 par l'obtenteur britannique David Austin, sous le nom de 'Princess Alexandra of Kent'.

### Mariage et descendance
Le 24 avril 1963, elle épouse Sir Angus Ogilvy, mort en 2004. Son époux ne reçoit pas de titre à cette occasion, ayant refusé le titre que la reine Élisabeth II lui avait proposé. Ce mariage donne lieu à des incidents politiques, en raison de la confrontation entre la reine Frederika de Grèce et des manifestants grecs notamment le député Grigoris Lambrakis, qui sera assassiné un mois plus tard.
De ce mariage naissent deux enfants  
- James Ogilvy (né le 29 février 1964), marié depuis 1988 avec Julia Rawlinson
  - Flora Vesterberg (née Ogilvy en 1994), elle épouse Timothy Vesterberg en 2020.
  - Alexander Ogilvy (1996)
- Marina Ogilvy (née le 31 juillet 1966), mariée en 1990 avec Paul Mowatt (divorcés en 1997)
  - Zenouska Mowatt (1990)
  - Christian Mowatt (1993)

Tous deux, ainsi que leurs enfants, figurent dans l'ordre de succession au trône britannique.

## Distinctions

### Commonwealth
- Médaille du couronnement de George VI (12 mai 1937)
- Ordre de la famille royale de George VI (1951)
- Ordre de la famille royale d'Élisabeth II (1952)
- Médaille du couronnement d'Élisabeth II (2 juin 1953)
- Dame grand-croix de l'ordre royal de Victoria (GCVO) le 25 décembre 1960
- Dame de l'ordre de la Jarretière (LG) en 2003
- Décoration des Forces canadiennes
- Médaille du couronnement de Charles III (6 mai 2023)

### Étrangères
- Grand-cordon de l'ordre de la Couronne précieuse (1962)
- Grand-croix de l'ordre de la Couronne (1982)
- Grand-croix de l'ordre de la Chula Chom Klao

## Blasonnement
| Blason | Blasonnement : Écartelé, aux I et IV de gueules aux trois léopards d'or, armés et lampassés d'azur (d'Angleterre) ; au II d'or, au lion de gueules, armé et lampassé d'azur, dans un double trescheur fleuronné et contre-fleuronné du second (d'Écosse) ; au III d'azur, à la harpe d'or, cordée d'argent (d'Irlande) ; le tout, brisé d'un lambel d'argent à cinq pendants, celui en cœur chargé d'une croix de gueules (dite de Saint Georges), ceux à dextre et sénestre chargés d'un cœur de gueules, les autres chargés d'une ancre d'azur. Commentaires : Armoiries de la princesse Alexandra de Kent |

## Titulature
En tant que petite-fille du souverain George V, Alexandra est princesse du Royaume-Uni de Grande-Bretagne et d’Irlande du Nord avec le prédicat d'altesse royale. À sa naissance, la princesse Alexandra reçoit le nom de l'apanage de son père, c'est-à-dire de Kent, jusqu'à son mariage en 1963.
Elle est successivement connue sous les titres suivants :
- 25 décembre 1936 - 24 avril 1963 : Son Altesse Royale la princesse Alexandra de Kent (naissance) ;
- depuis le 24 avril 1963 : Son Altesse Royale la princesse Alexandra, l'honorable Lady Ogilvy (mariage).